# Station Kędzierzyn Koźle Zachodnie
Station Kędzierzyn Koźle Zachodnie is een spoorwegstation in de Poolse plaats Kędzierzyn-Koźle.